# Инвертибилна матрица
У линеарној алгебри, n-са-n (квадратна) матрица {\displaystyle A} је инвертибилна или несингуларна или регуларна ако постоји n-са-n матрица {\displaystyle B}, таква да
{\displaystyle AB=BA=I_{n}\ }
где {\displaystyle I_{n}} означава n-са-n јединичну матрицу а множење је уобичајено множење матрица. Ако је ово случај, онда је матрица {\displaystyle B} јединствено дефинисана матрицом {\displaystyle A} и назива се инверзом матрице {\displaystyle A}, што се означава са {\displaystyle A^{-1}}. Следи из теорије матрица да ако је
{\displaystyle AB=I\ }
за квадратне матрице {\displaystyle A} и {\displaystyle B}, онда је такође
{\displaystyle BA=I\ .}
Квадратна матрица која није инвертибилна се назива сингуларном. Уобичајено је да су елементи матрица реални или комплексни бројеви, али ове дефиниције могу бити дате за матрице над било којим прстеном.
Инвертовање матрице {\displaystyle A} је поступак проналажења матрице {\displaystyle B} такве да задовољава услове за инвертибилну матрицу матрице {\displaystyle A}.

## Својства инвертибилних матрица
Нека је {\displaystyle A} квадратна матрица димензије {\displaystyle n\times n} над пољем {\displaystyle K} (на пример пољем {\displaystyle R} реалних бројева). У том случају су следећа тврђења еквивалентна:
- {\displaystyle A} је инвертибилна.
- {\displaystyle A} се може Гаус-Жордановом елиминацијом свести на {\displaystyle n\times n} јединичну матрицу {\displaystyle I_{n}}.
- {\displaystyle A} има {\displaystyle n} пивот позиција.
- {\displaystyle (A)\neq 0}.
- Ранг {\displaystyle A=n}.
- Једначина {\displaystyle Ax=0} има само тривијално решење {\displaystyle x=0}
- Једначина {\displaystyle Ax=b} има тачно једно решење за свако {\displaystyle b} у {\displaystyle K^{n}}.
- Колоне {\displaystyle A} су линеарно независне.
- Колоне {\displaystyle A} граде базу {\displaystyle K^{n}}.
- Линеарно пресликавање из {\displaystyle x} у {\displaystyle Ax} је бијекција из {\displaystyle K^{n}} у {\displaystyle K^{n}}.
- Постоји {\displaystyle n\times n} матрица {\displaystyle B} таква да је {\displaystyle AB=I_{n}}.
- Транспонована матрица {\displaystyle A^{T}} је инвертибилна матрица.
- Матрица пута њој транспонована матрица, {\displaystyle A^{T}\times A} је инвертибилна матрица.
- Број 0 није сопствена вредност {\displaystyle A}.

Уопштено, квадратна матрица над комутативним прстеном је инвертибилна ако и само ако је њена детерминанта јединица у том прстену.
Инверз инвертибилне матрице {\displaystyle A} је и сам инвертибилан, и 
{\displaystyle \left(A^{-1}\right)^{-1}=A}.
Инверз инвертибилне матрице {\displaystyle A} помножен скаларом {\displaystyle k}, различитим од нуле даје производ инверза скалара и матрице
{\displaystyle \left(kA\right)^{-1}=k^{-1}A^{-1}}.
За инвертибилну матрицу A, транспонат инверза је инверз транспоната: 
{\displaystyle (A^{\mathrm {T} })^{-1}=(A^{-1})^{\mathrm {T} }\,}
Производ две инвертибилне матрице {\displaystyle A} и {\displaystyle B} исте величине је и сам инвертибилан, и једнак
{\displaystyle \left(AB\right)^{-1}=B^{-1}A^{-1}}
(Обратити пажњу да је редослед чинилаца обрнут.) Због тога, скуп инвертибилних n-са-n матрица гради групу, познату под именом општа линеарна група Gl(n).

## Израчунавање инверзне матрице
{\displaystyle \mathbf {A} ^{-1}={\frac {1}{\det \mathbf {A} }}{\mbox{adj}}(\mathbf {A} )}